# San Ignacio (Chalatenango)
San Ignacio è un comune del dipartimento di Chalatenango, in El Salvador.

## Storia
Il comune prende il nome da San Ignazio di Loyola e la festa patronale ricade il 23 e il 31 luglio.

## Geografia antropica

### Suddivisioni amministrative
Amministrativamente il comune è diviso in 7 cantones: Las Pilas, El Centro, Río Chiquito, El Rosario, Santa Rosa, El Carmen e El Pinar.

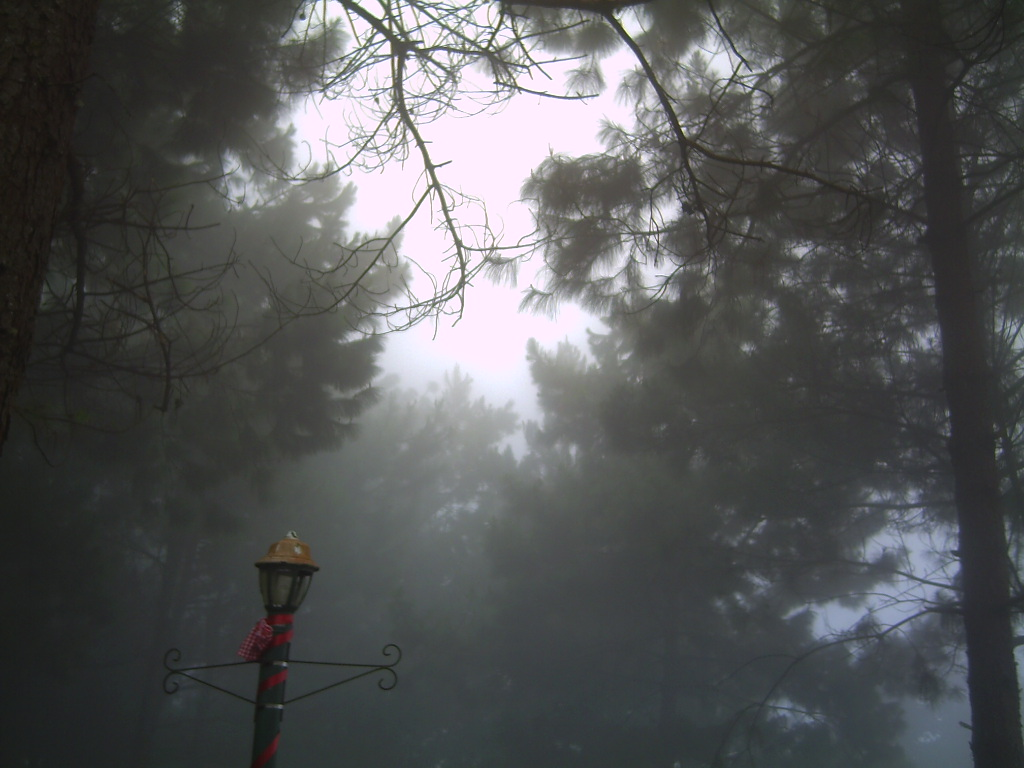
Bosco nebuloso a Miramundo